# バットマイト
バットマイト(Bat-Mite)は、『バットマン』をはじめとするDCコミックス刊行のコミックに登場するインプ。このインプは『スーパーマン』で言うMr. Mxyzptlkに近い。
子どものように小柄で、コスチュームのサイズも合っていないが、無限に近い魔力を使う。しかし、5次元のスーパーテクノロジーは3次元の者たちには理解できない。バットマイトはバットマンを尊敬し、何度も彼のもとを訪れ、自分の目でバットマンの活躍が見られるように奇妙な出来事を起こす。
バットマイトは完全な悪役と言うよりはただ迷惑なファンで、自分のヒーローが彼の崇拝するものに怒りを向けると、そのヒーローのもとを去ってしまうことが多い。

## 歴史

### プレ・クライシス
『バットマン』、『Detective Comics』、『World's Finest Comics』に5年間しばしば登場し、『World's Finest Comics』ではスーパーマンとバットマンを一緒に倒すべくMr. Mxyzptlkと4度手を組んだ。
しかし1964年にバットマンの編集者がJulius Schwartzに変更された際、Ace the Bat-Houndといった一部のバットマンファミリーとともにバットマイトの存在は消えてしまった。

### ポスト・クライシス
2000年、エルスワールドの『Superman and Batman: World's Funnest』にて、Mr. Mxyzptlkと争って『キングダム・カム』やDCアニメの世界、さらには現実世界までをも壊すという行為を行った（ただし後で元に戻した）。

## 他メディアへの出演

### テレビアニメ
- 1977年のテレビアニメ『電光石火バットマン』にバットマイトはバットマン側のレギュラーキャラクターとして登場した。声優はロー・シェイマーで、日本語版声優は深津絵里（田中真弓版もあり）。

このときの彼は意味ありげな魔力を持ったファンとして描かれていた。 毎回"All I wanna do is help!"と立ちはだかる難問に苦しんでいても、バットマンを助けようとしたことがあった。ある回では彼の母星Ergoが舞台となり,このときのバットマイトの敵対種族はZarbor。バットガールとも恋に落ちたことがある。また、『He-Man and the Masters of the Universe』後期のOrko にバットマイトがプロトタイプとして出てくる。
- 『バットマン』の「氷河期計画をつぶせ!（原題："Deep Freeze"）」という回にて おもちゃのロボットのバットマイト（声：パット・フラリー）が、おもちゃのMr. Mxyzptlk、Streaky the Supercat、Krypto the Superdogらとともに登場した。バットマイトは "Greetings, Dynamic Duo! I'm your biggest fan!"と言ってバットマンにあいさつした後、ロビンにキスをして本人をびっくりさせた。壊れた時は "I just wanna help!"と言った。
- 『ティーン・タイタンズ』の"Fractured"と言う回に、ラリィ(声：ディー・ブラッドリー・ベイカー/吹き替え：阪口大助) という、バットマイトに役回りが似た少年がいた。この少年はロビンにそっくりで、彼の大ファンだった。なお、彼の本名NOSYARG KCIDは、 ディック・グレイソンのアナグラムである。
- 『バットマン:ブレイブ&ボールド』では、『バットマイトの伝説（原題："Legends of the Dark-Mite!"）』と『恐怖のエンペラー・ジョーカー』（Emperor Joker!）、『バットマイト プレゼンツ：バットマンの奇妙な事件簿』（Bat-Mite Presents: Batman's Strangest Cases!）にて登場。声優はポール・ルーベンス。日本語版は下和田裕貴。なお、『バットマイト プレゼンツ：バットマンの奇妙な事件簿 』では、様々な世界のバットマンを紹介する進行役として登場した。